# Lijst van spelers van América de Cali
Deze lijst omvat voetballers die bij de Colombiaanse voetbalclub América de Cali spelen of gespeeld hebben. De spelers zijn alfabetisch gerangschikt.

## A
- Mario Abadía
- Emanuel Acosta
- Rafael Agudelo
- Belmer Aguilar
- Edwin Aguilar
- Herly Alcázar
- Jonathan Álvarez
- Leonel Álvarez
- Jairo Ampudia
- Adolfo Andrade
- Andres Andrade
- Brayan Angulo
- Juan Angulo
- Sergio Angulo
- Álvaro Anzola
- Paulo Arango
- Pablo Armero
- Mauricio Arquez
- Yovanny Arrechea
- Jorge Artigas
- Carlos Asprilla
- Jimmy Asprilla
- Luis Asprilla
- Camilo Ayala

## B
- Jorge Banguero
- Luis Barbat
- Antonio Barbosa
- Jean Carlos Batista
- Fernando Battiste
- Adrian Berbia
- Gabriel Berdugo
- Jorge Bermúdez
- Cristhian Betancourt
- Víctor Bonilla
- Héctor Botero

## C
- Roberto Cabañas
- Norman Cabrera
- Wilmer Cabrera
- Andrés Cadavid
- Germán Caicedo
- Juan Caicedo
- Marco Canchila
- Mayer Candelo
- Jhon Cano
- Julian Carabali
- Luis Carabalí
- James Cardona
- Jhon Cardona
- Andres Casanas
- Geovanis Cassiani
- John Castano
- Andrés Castellanos
- Jairo Castillo
- Alexander del Castillo
- Edwin del Castillo
- Hugo Centurión
- Deyner Cetré
- Gabriel Chaparro
- Diego Chara
- Edison Chará
- John Charría
- Carlos Chávez
- Mario Coll
- Jaime Córdoba
- Óscar Córdoba
- Víctor Cortés
- Wilberto Cosme
- Mario Costas
- Hilario Cuenú

## D
- Antony de Ávila
- Oscar Díaz
- Rafael Dudamel
- Gian Duenas

## E
- Claudio Elías
- Alex Escobar
- José Escobar
- Fabián Estay
- Marco Etcheverry

## F
- Néstor Fabbri
- Julio Falcioni
- Gabriel Fernández
- Jean Ferrari
- David Ferreira
- Anier Figueroa
- Matías Fondato
- Rolando Fonseca

## G
- Manuel Galarcio
- Pablo Galdames
- Andrés Gallego
- Sergio Galván
- Ricardo Gareca
- Gélson
- Camilo Giraldo
- Diego Gómez
- Andrés González
- Jaime González
- Jersson Gonzalez
- Juan Grueso
- Anuar Guerrero
- Miguel Guerrero
- Armando Gun
- Carlos Gutiérrez

## H
- Amílcar Henríquez
- César Henriquez
- Giovanni Hernández
- Hernán Darío Herrera
- Luis Fernando Herrera
- Sergio Herrera
- David Holguin
- Avilés Hurtado
- Héctor Hurtado

## I
- Carlos Ischia

## J
- Pablo Jaramillo

## L
- Gustavo Lamos
- Óscar Limia
- Mario Llanos
- Andreson Lobon
- Iván López
- Harold Lozano
- Victor Lugo

## M
- Edgar Mallarino
- Julio Marchant
- Orlando Maturana
- Foad Máziri
- Ladislao Mazurkiewicz
- Jean McLean
- Alexis Mendoza
- Mauricio Mendoza
- Gerardo Mesa
- Julian Mesa
- Donald Millan
- Hamlet Mina
- Leonardo Mina
- Gerardo Moncada
- Fernando Monroy
- Johnnier Montaño
- Cesar Morales
- Wilson Morelo
- Didier Moreno
- Jeison Moreno
- Luis Antonio Moreno
- Pepe Moreno
- Juan Mosquera
- Álvaro Muñoz Castro
- Julio Murillo

## N
- Pablo Navarro
- Rafael Navarro
- Manuel Neira
- Eduardo Niño

## O
- Gabriel Ochoa Uribe
- Jorge Olmedo
- Wilmer Ortegon
- Julio Ortíz
- Willington Ortiz
- Humberto Osorio
- Harrison Otalvaro
- Frankie Oviedo

## P
- Frank Pacheco
- Víctor Pacheco
- Ricardo Páez
- John Pai
- Arley Palacios
- Wilmer Parra
- Aurelio Pascuttini
- Luis Paz
- Tardelis Peña
- Roberto Peñaloza
- Wilson Pérez
- Jorge Porras
- Alexander Posada
- Carlos Preciado
- Léider Preciado
- Miguel Prince

## Q
- Juan Carlos Quiñónez
- Victor Quiñonez
- Wilson Quiñónez
- Silvio Quintero

## R
- Norberto Raffo
- Adrián Ramos
- Nelson Ramos
- Bernardo Redín
- Diego Restrepo
- Oscar Restrepo
- Luis Reyes
- Sergio Reyna
- Duvier Riascos
- Ediberto Righi
- Freddy Rincón
- Orlando Rivas
- Damian Rodriguez
- Milton Rodríguez
- Jorge Alberto Rojas
- Mauricio Romero
- Ronaille

## S
- Néstor Salazar
- Julio San Lorenzo
- Sergio Santín
- Pedro Sarmiento
- Dragoslav Sekularac
- Rolando Serrano
- Gonzalo Soto
- Luis Soto
- Jairo Suárez

## T
- Pedro Tavima
- Luis Tejada
- Julian Tellez
- Edison Toloza
- Gabriel Torres
- Juan Torres

## U
- Albeiro Usuriaga

## V
- Argemiro Vacca
- Carlos Valdes
- Adolfo Valencia
- Edwin Valencia
- Hugo Valencia
- Jhon Valencia
- Fabián Vargas
- Ivan Vargas
- Jorge Vargas
- Julian Vasquez
- Heriberto Velandia
- Edigson Velazquez
- Iván Velez
- Diego Vergara
- Henry Viáfara
- Jong Viáfara
- Gustavo Victoria
- Alexis Viera
- Oscar Villarreal
- Kilian Virviescas

## Z
- Duván Zapata
- Luis Zapata
- Robinson Zapata
- William Zapata
- Pedro Zape
- Ever Zaraté
- Edward Zea